# شکافت آب

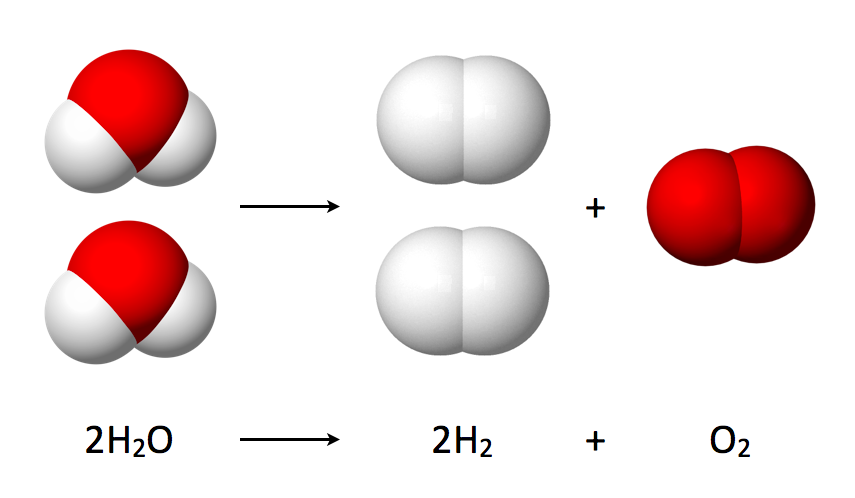
نمایش واکنش شیمیایی تجزیه آب به دو مولکول هیدروژن و یک مولکول اکسیژن

شکافت آب(به انگلیسی: Water splitting) عبارتی کلی است که به کلیه واکنش‌های شیمیایی که منجر به تجزیه مولکول آب به دو عنصر تشکیل دهنده آن یعنی اکسیژن و هیدروژن شود گفته می‌شود. با توجه به افزایش روز افزون استفاده از هیدروژن به عنوان سوخت روش‌های زیادی برای تولید هیدروژن از آب ابداع شده است که از جمله آن‌ها الکترولیز آب یا استفاده از جلبک‌ها برای تجزیه آب است.